# Водородоподобный атом
Водородоподо́бный а́том или водородоподо́бный ио́н представляет собой любое атомное ядро, которое имеет один электрон и, следовательно, является изоэлектронным атому водорода. Эти ионы несут положительный заряд {\displaystyle e(Z-1)}, где {\displaystyle Z} — зарядовое число ядра. Примерами водородоподобных ионов являются He+, Li2+, Be3+ и B4+. Поскольку водородоподобные ионы представляют собой двухчастичные системы, взаимодействие которых зависит только от расстояния между двумя частицами, их (нерелятивистское) уравнение Шредингера и (релятивистское) уравнение Дирака имеют решения в аналитической форме. Решения являются одноэлектронными функциями и называются водородоподобными атомными орбиталями.
Другие системы также могут называться водородоподобными такие как мюоний (электрон, связанный с антимюоном), позитроний (система электрона и позитрона), определённые экзотические атомы (образованные с другими частицами), или ридберговские атомы (в которых один электрон находится на орбите с такой высокой энергией, что остальные частицы атома выглядят как точечный заряд).

## Решение Шрёдингера
В решении нерелятивистского уравнения Шрёдингера водородоподобные атомные орбитали являются собственными функциями одноэлектронного оператора углового момента L и его z-компоненты Lz. Водородоподобная атомная орбиталь однозначно идентифицируется по значениям главного квантового числа n, квантового числа углового момента l и магнитного квантового числа m. Собственные значения энергии не зависят от l или m, а исключительно от n. К ним следует добавить двузначное спиновое квантовое число ms = ± ½. Это создаёт основу для правила Клечковского, которое ограничивает допустимые значения четырёх квантовых чисел в электронных конфигурациях атомов с большим количеством электронов. В водородоподобных атомах все вырожденные орбитали с фиксированными n и l, m и ms, варьирующиеся между определёнными значениями (см. ниже), образуют атомную электронную оболочку .
Уравнение Шрёдингера для атомов или атомных ионов с более чем одним электроном не было решено аналитически из-за сложности вычислений, вызванной кулоновским взаимодействием между электронами. В этом случае применяются численные методы для получения (приближённых) волновых функций или других свойств из квантово-механических расчетов. Из-за сферической симметрии (гамильтониана) полный угловой момент атома J является сохраняющейся величиной. Многие численные процедуры используют произведения атомных орбиталей, которые являются собственными функциями одноэлектронных операторов L и Lz. Радиальные части этих атомных орбиталей иногда представляются в виде таблиц или иногда слэтеровских орбиталей. Связанные по угловому моменту функции используют для построения многоэлектронных собственных функций J2 (и, возможно, S2).
В квантово-химических расчётах водородоподобные атомные орбитали не могут служить базисом для разложения, потому что он не полон. Чтобы получить полный набор, нужно дополнить базис квадратично неинтегрируемыми состояними континуума (E > 0), то есть охватить всё одноэлектронное гильбертово пространство.
В простейшей модели атомные орбитали водородоподобных ионов являются решениями уравнения Шрёдингера в сферически-симметричном потенциале. В этом случае потенциальная энергия, заданная законом Кулона:
{\displaystyle V(r)=-{\frac {1}{4\pi \epsilon _{0}}}{\frac {Ze^{2}}{r}},}
где
- ε0 — диэлектрическая проницаемость вакуума,
- Z — зарядовое число (число протонов в ядре),
- е — элементарный заряд (заряд электрона),
- r — расстояние электрона от ядра.

После написания волновой функции как произведения функций:
{\displaystyle \psi (r,\theta ,\phi )=R_{nl}(r)Y_{lm}(\theta ,\phi )\,}
(в сферических координатах), где {\displaystyle Y_{lm}} — сферические гармоники, мы приходим к следующему уравнению Шрёдингера:
{\displaystyle -{\frac {\hbar ^{2}}{2\mu }}\left[{1 \over r^{2}}{\partial  \over \partial r}\left(r^{2}{\partial R(r) \over \partial r}\right)-{l(l+1)R(r) \over r^{2}}\right]+V(r)R(r)=ER(r),}
где {\displaystyle \mu } — приведённая масса электрона и {\displaystyle \hbar } — редуцированная постоянная Планка.
Различные значения l дают решения с различным угловым моментом, где l (неотрицательное целое число) — квантовое число орбитального углового момента. Магнитное квантовое число m (удовлетворяющее условию {\displaystyle -l\leq m\leq l}) — проекция орбитального углового момента на оси z.

### Нерелятивистская волновая функция и энергия

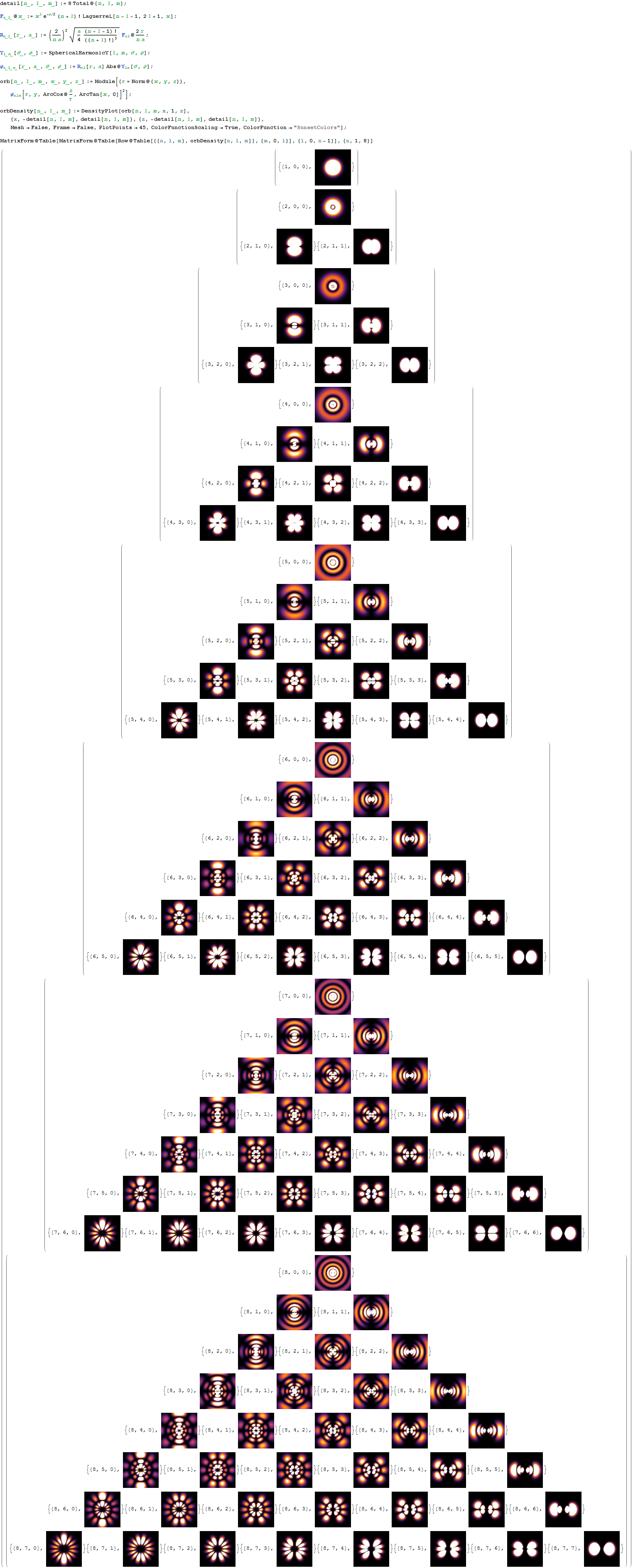
Трёхмерные сферические гармоники — решения Шрёдингера на двумерных графиках плотности построены с помощью пакета Mathematica. Генерирующий фрагмент исходного кода показан вверху

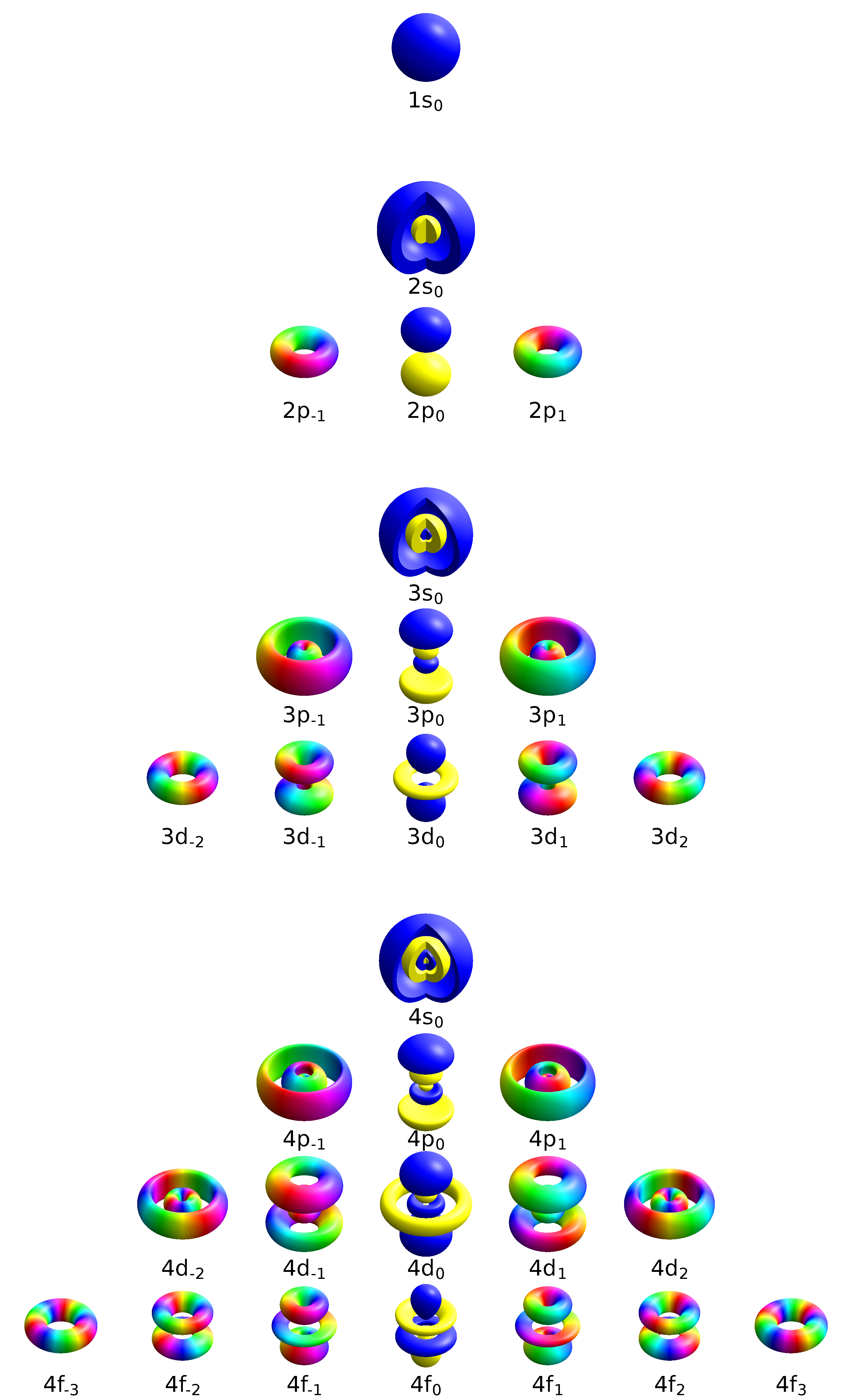
Все собственные функции до n = 4. Сплошные орбитали заключают объём выше определённого порога плотности вероятности. Цвета изображают комплексную фазу

В дополнение к l и m третье целое число n > 0 получается из граничных условий, наложенных на радиальную волновую функцию R. Функции R и Y, которые задают решение уравнения выше, зависят от значений этих целых чисел, называемых квантовыми числами. Обычно приписывают волновым функциям значения квантовых чисел, от которых они зависят. Окончательное выражение для нормированной волновой функции:
{\displaystyle \psi _{nlm}=R_{nl}(r)\,Y_{lm}(\theta ,\phi ),}
{\displaystyle R_{nl}(r)={\sqrt {{\left({\frac {2Z}{na_{\mu }}}\right)}^{3}{\frac {(n-l-1)!}{2n[(n+l)!]}}}}e^{-Zr/{na_{\mu }}}\left({\frac {2Zr}{na_{\mu }}}\right)^{l}L_{n-l-1}^{2l+1}\left({\frac {2Zr}{na_{\mu }}}\right),}
где
- {\displaystyle L_{n-l-1}^{2l+1}} — обобщённые полиномы Лагерра.
- {\displaystyle a_{\mu }={{4\pi \varepsilon _{0}\hbar ^{2}} \over {\mu e^{2}}}={\frac {\hbar c}{\alpha \mu c^{2}}}={{m_{\mathrm {e} }} \over {\mu }}a_{0},}

где α — постоянная тонкой структуры. {\displaystyle \mu }- это приведённая масса системы ядро-электрон, то есть {\displaystyle \mu ={{m_{\mathrm {N} }m_{\mathrm {e} }} \over {m_{\mathrm {N} }+m_{\mathrm {e} }}},} где {\displaystyle m_{\mathrm {N} }} — масса ядра. Как правило, ядро гораздо массивнее, чем электрон, поэтому {\displaystyle \mu \approx m_{\mathrm {e} }.} (Но для позитрония {\displaystyle \mu =m_{\mathrm {e} }/2.})
- {\displaystyle E_{n}=-\left({\frac {Z^{2}\mu e^{4}}{32\pi ^{2}\epsilon _{0}^{2}\hbar ^{2}}}\right){\frac {1}{n^{2}}}=-\left({\frac {Z^{2}\hbar ^{2}}{2\mu a_{\mu }^{2}}}\right){\frac {1}{n^{2}}}=-{\frac {\mu c^{2}Z^{2}\alpha ^{2}}{2n^{2}}}.}
- {\displaystyle Y_{lm}(\theta ,\phi )\,} — сферическая гармоника.

Чётность, обусловленная угловой волновой функцией, равна {\displaystyle {\left({-1}\right)}^{l}}.

### Квантовые числа
Квантовые числа n, l и m — это целые числа, которые принимают следующие значения:
{\displaystyle n=1,2,3,4,\dots ,}
{\displaystyle l=0,1,2,\dots ,n-1,}
{\displaystyle m=-l,-l+1,\ldots ,0,\ldots ,l-1,l.}
Теоретическая интерпретация этих квантовых чисел приведена в этой статье. Среди прочего, эта статья дает теоретико-групповое обоснование, почему {\displaystyle l<n\,} а также {\displaystyle -l\leq m\leq \,l.}

### Угловой момент
Каждая атомная орбиталь связана с орбитальным угловым моментом L. Это векторный оператор, и собственные значения его квадрата L2 ≡ L2
x + L2
y + L2
z определяются как
{\displaystyle L^{2}Y_{lm}=\hbar ^{2}l(l+1)Y_{lm}.}
Проекция этого вектора на произвольное направление квантуется . Если произвольное направление называется z, квантование определяется как
{\displaystyle L_{\mathrm {z} }Y_{lm}=\hbar mY_{lm},}
где m ограничено, как описано выше. Операторы L2 и Lz коммутируют и имеют общее собственное состояние, что соответствует принципу неопределённости Гейзенберга. Поскольку Lx и Ly не коммутируют с Lz, невозможно найти состояние, которое является собственным состоянием всех трёх компонент одновременно. Следовательно, значения x- и y-компонент не являются точными, а задаются функцией вероятности конечной ширины. Тот факт, что x- и y-компоненты вектора орбитального углового момента не являются хорошо опредёленными, подразумевает, что направление вектора орбитального углового момента также не определено, хотя его компонента вдоль оси z является точно определённой.
Эти соотношения не дают полного углового момента электрона. Для нахождения полного углового момента необходимо принять во внимание спин электронов.
Это квантование момента импульса близко соотносится с предложенной Нильсом Бором (см. Модель Бора) в 1913 году модели атома без знания волновых функций.

### Включение спин-орбитального взаимодействия
В реальном атоме спин движущегося электрона может взаимодействовать с электрическим полем ядра через релятивистские эффекты — явление, известное как спин-орбитальное взаимодействие. Когда эта связь принимается во внимание, то спин и орбитальный момент больше не сохраняются по отдельности, что может быть представлено как прецессия электрона. Следовательно, необходимо заменить квантовые числа l, m и проекцию спина ms квантовыми числами, которые представляют полный угловой момент (включащий в себя спин): j и mj, а также квантовое число чётности.

## Решение уравнения Дирака
В 1928 году английский физик Поль Дирак вывел уравнение, которое, в отличие от уравнения Шрёдингера, полностью совместимо со специальной теорией относительности. Уравнение Дирака для водородоподобных атомов было решено в том же году (в предположении простого кулоновского потенциала вокруг точечного заряда) Вальтером Гордоном. Вместо одной (возможно комплексной) функции, как в уравнении Шрёдингера, нужно найти четыре комплексные функции, составляющие биспинор. Первая и вторая функции (или компоненты спинора) соответствуют (в обычном базисе) состояниям «спин-вверх» и «спин-вниз», как и для третьей и четвёртой компонент.
Термины «спин-вверх» и «спин-вниз» относятся к выбранному направлению, которым обычно выбирают направление z. Электрон может находиться не только в одном из этих чистых состояний, но и в суперпозиции состояний со спином вверх и спином вниз, что соответствует оси вращения, указывающей в каком-то другом направлении. Состояние вращения может зависеть от местоположения.
Электрон в окрестности ядра, где его скорость может приближаться к релятивистской, обязательно имеет ненулевые амплитуды для третьей и четвёртой компонент. Вдали от ядра они могут быть маленькими, но около ядра они становятся велики.
Собственные функции гамильтониана, т.е. функции, которые имеют определённую энергию (и которые поэтому стационарны — не эволюционируют во времени, за исключением фазового сдвига), обладают энергиями, зависящими не только от главного квантового числа n, как для уравнения Шрёдингера, но также и от квантового числа полного углового момента j. Квантовое число j определяет сумму квадратов трёх угловых моментов, которая равна j · (j + 1) (умноженному на квадрат постоянной Планка ħ2). Эти угловые моменты включают в себя как орбитальный угловой момент (связанный с угловой зависимостью ψ), так и спиновый момент (относящийся к спиновому состоянию электрона). Расщепление энергий состояний с одним и тем же главным квантовым числом n из-за различий в j называется тонкой структурой. Значение квантового числа полного углового момента j находится в диапазоне от 1/2 до n − 1/2 с шагом 1.
Орбитали для данного состояния можно записать с использованием двух радиальных функций и двух угловых функций. Радиальные функции зависят как от главного квантового числа n, так и от целого числа k, определяемого как:
{\displaystyle k={\begin{cases}-j-{\tfrac {1}{2}},&{\text{если }}j=l+{\tfrac {1}{2}},\\+j+{\tfrac {1}{2}},&{\text{если }}j=l-{\tfrac {1}{2}},\end{cases}}}
где l — орбитальное квантовое число в диапазоне от 0 до n − 1. Угловые функции зависят от k и от квантового числа m, которое изменяется от -j до j с единичным шагом. Состояния помечаются с помощью латинских букв S, P, D, F и так далее для обозначения состояний с l, равным 0, 1, 2, 3 и так далее (см. Орбитальное квантовое число), с индексом, заданным j. Например, состояния для n = 4 приведены в следующей таблице (перед ними должно записываться n, например 4S1/2):
|                | m = −7/2 | m = −5/2 | m = −3/2 | m = −1/2 | m = 1/2 | m = 3/2 | m = 5/2 | m = 7/2 |
| -------------- | -------- | -------- | -------- | -------- | ------- | ------- | ------- | ------- |
| k = 3, l = 3   |          | F5/2     | F5/2     | F5/2     | F5/2    | F5/2    | F5/2    |         |
| k = 2, l = 2   |          |          | D3/2     | D3/2     | D3/2    | D3/2    |         |         |
| ''k = 1, l = 1 |          |          |          | P1/2     | P1/2    |         |         |         |
| k = 0          |          |          |          |          |         |         |         |         |
| k = −1, l = 0  |          |          |          | S1/2     | S1/2    |         |         |         |
| k = −2, l = 1  |          |          | P3/2     | P3/2     | P3/2    | P3/2    |         |         |
| k = −3, l = 2  |          | D5/2     | D5/2     | D5/2     | D5/2    | D5/2    | D5/2    |         |
| k = −4, l = 3  | F7/2     | F7/2     | F7/2     | F7/2     | F7/2    | F7/2    | F7/2    | F7/2    |

Эти обозначения можно также дополнить индексом m. Количество состояний с главным квантовым числом n равно 2n2, из них для любого разрешённого j существует 4j + 2 состояния, кроме самого большого (j = n − 1/2), для которого существует только 2j + 1 состояний. Поскольку все орбитали с данными значениями n и j имеют одинаковую энергию в соответствии с уравнением Дирака, они образуют базис для пространства функций, имеющих эту энергию, — каждая из разрешённых функций может быть представлена как суперпозиция этих базисных функций.
Энергия как функция от n и |k| (где модуль k по определению равен j + 1/2) равна
{\displaystyle {\begin{array}{rl}E_{n\,j}&=\mu c^{2}\left(1+\left[{\dfrac {Z\alpha }{n-|k|+{\sqrt {k^{2}-Z^{2}\alpha ^{2}}}}}\right]^{2}\right)^{-1/2}\\&\\&\approx \mu c^{2}\left\{1-{\dfrac {Z^{2}\alpha ^{2}}{2n^{2}}}\left[1+{\dfrac {Z^{2}\alpha ^{2}}{n}}\left({\dfrac {1}{|k|}}-{\dfrac {3}{4n}}\right)\right]\right\}.\end{array}}}
(Энергия, конечно, зависит от используемой нулевой точки.) При этом если взять Z больше 137 (выше чем заряд ядра у любого известного элемента), то возникло бы отрицательное значение под квадратным корнем для орбиталей S1/2 и P1/2, что означает, что они бы не существовали. Решение Шрёдингера соответствует замене внутренней скобки во втором выражении на 1. Точность разности энергий между двумя самыми низкими состояниями водорода, рассчитанными из решения Шредингера, составляет около 9 миллионных долей (на 90 мкэВ меньше экспериментального значения, составляющего примерно 10 эВ), тогда как точность уравнения Дирака для той же разности энергий составляет около 3 миллионных (причём больше экспериментального значения). Решение Шрёдингера всегда даёт энергию состояния несколько выше, чем более точное уравнение Дирака. Уравнение Дирака даёт некоторые уровни водорода довольно точно (например, расчёт для состояния 4P1/2 даёт энергию только на 2⋅10−10 эВ выше эксперимента), другие несколько менее точно (например, вычисленная энергия уровня 2S1/2 на 4⋅10−6 эВ ниже экспериментального значения). Изменение энергии, обусловленное использованием уравнения Дирака, а не решения Шрёдингера, имеет порядок α2, и по этой причине α называется постоянной тонкой структуры.
Решение уравнения Дирака для квантовых чисел n, k и m имеет вид:
{\displaystyle \Psi ={\begin{pmatrix}g_{n,k}(r)r^{-1}\Omega _{k,m}(\theta ,\phi )\\if_{n,k}(r)r^{-1}\Omega _{-k,m}(\theta ,\phi )\end{pmatrix}}={\begin{pmatrix}g_{n,k}(r)r^{-1}{\sqrt {(k+{\tfrac {1}{2}}-m)/(2k+1)}}Y_{k,m-1/2}(\theta ,\phi )\\-g_{n,k}(r)r^{-1}\operatorname {sgn} k{\sqrt {(k+{\tfrac {1}{2}}+m)/(2k+1)}}Y_{k,m+1/2}(\theta ,\phi )\\if_{n,k}(r)r^{-1}{\sqrt {(-k+{\tfrac {1}{2}}-m)/(-2k+1)}}Y_{-k,m-1/2}(\theta ,\phi )\\-if_{n,k}(r)r^{-1}\operatorname {sgn} k{\sqrt {(-k+{\tfrac {1}{2}}-m)/(-2k+1)}}Y_{-k,m+1/2}(\theta ,\phi )\end{pmatrix}},}
где Ωs — столбцы двух функций сферических гармоник, показанные справа. {\displaystyle Y_{a,b}(\theta ,\phi )} обозначает сферическую гармоническую функцию
{\displaystyle Y_{a,b}(\theta ,\phi )={\begin{cases}(-1)^{b}{\sqrt {{\frac {2a+1}{4\pi }}{\frac {(a-b)!}{(a+b)!}}}}P_{a}^{b}(\cos \theta )e^{ib\phi },&{\text{если }}a>0,\\Y_{-a-1,b}(\theta ,\phi ),&{\text{если }}a<0,\end{cases}}}
в которой {\displaystyle P_{a}^{b}} — присоединённые полиномы Лежандра. (Это определение Ω включает сферические гармоники, которые не существуют, например {\displaystyle Y_{0,1}}, но множитель перед ними равен нулю.)
Некоторые угловые функции выписаны ниже. Коэффициент нормировки опущен, чтобы упростить выражения.
{\displaystyle \Omega _{-1,-1/2}\propto {\binom {0}{1}},}
{\displaystyle \Omega _{-1,1/2}\propto {\binom {1}{0}},}
{\displaystyle \Omega _{1,-1/2}\propto {\binom {(x-iy)/r}{z/r}},}
{\displaystyle \Omega _{1,1/2}\propto {\binom {z/r}{(x+iy)/r}}.}
Отсюда видно, что для орбитали S1/2 (k = −1) две верхние компоненты Ψ имеют нулевой орбитальный момент, как для S-орбитали Шрёдингера, но две нижние компоненты являются орбиталями, подобными P-орбиталям Шрёдингера. В решении P1/2 (k = 1) ситуация меняется на противоположную. В обоих случаях спин каждой компоненты компенсирует её орбитальный угловой момент вокруг оси z, чтобы дать правильное значение для полного углового момента вокруг оси z.
Два спинора Ω подчиняются соотношению:
{\displaystyle \Omega _{k,m}={\begin{pmatrix}z/r&(x-iy)/r\\(x+iy)/r&-z/r\end{pmatrix}}\Omega _{-k,m}.}
Для написания функций {\displaystyle g_{n,k}(r)} и {\displaystyle f_{n,k}(r)} определим новую, масштабированную радиальную переменную ρ:
{\displaystyle \rho \equiv 2Cr}
с коэффициентом
{\displaystyle C={\frac {\sqrt {\mu ^{2}c^{4}-E^{2}}}{\hbar c}},}
где E — энергия ({\displaystyle E_{n\,j}}), записанная выше. Определим γ как
{\displaystyle \gamma \equiv {\sqrt {k^{2}-Z^{2}\alpha ^{2}}}.}
Когда k = −n (что соответствует максимально возможному j для данного n — случай, реализующийся для таких орбиталей как 1S 1/2, 2P3/2, 3D5/2 …), тогда {\displaystyle g_{n,k}(r),} а также {\displaystyle f_{n,k}(r)} находятся по формулам
{\displaystyle g_{n,-n}(r)=A(n+\gamma )\rho ^{\gamma }e^{-\rho /2},}
{\displaystyle f_{n,-n}(r)=AZ\alpha \rho ^{\gamma }e^{-\rho /2},}
где A — нормировочная константа, включающая гамма-функцию
{\displaystyle A={\frac {1}{\sqrt {2n(n+\gamma )}}}{\sqrt {\frac {C}{\gamma \Gamma (2\gamma )}}}.}
Существенно, что из-за множителя Zα функция f(r) мала по сравнению с g(r) для ядер с не слишком большим зарядом. При этом энергия задаётся приближением
{\displaystyle E_{n,n-1/2}={\frac {\gamma }{n}}\mu c^{2}={\sqrt {1-{\frac {Z^{2}\alpha ^{2}}{n^{2}}}}}\,\mu c^{2}}
и постоянная радиального спада C равна
{\displaystyle C={\frac {Z\alpha }{n}}{\frac {\mu c^{2}}{\hbar c}}.}
В общем случае (когда k не равно -n), {\displaystyle g_{n,k}(r)} и {\displaystyle f_{n,k}(r)} основаны на двух обобщённых многочленах Лагерра порядка {\displaystyle n-|k|-1} и {\displaystyle n-|k|}:
{\displaystyle g_{n,k}(r)=A\rho ^{\gamma }e^{-\rho /2}\left(Z\alpha \rho L_{n-|k|-1}^{2\gamma +1}(\rho )+(\gamma -k){\frac {\gamma \mu c^{2}-kE}{\hbar cC}}L_{n-|k|}^{2\gamma -1}(\rho )\right),}
{\displaystyle f_{n,k}(r)=A\rho ^{\gamma }e^{-\rho /2}\left((\gamma -k)\rho L_{n-|k|-1}^{2\gamma +1}(\rho )+Z\alpha {\frac {\gamma \mu c^{2}-kE}{\hbar cC}}L_{n-|k|}^{2\gamma -1}(\rho )\right).}
Нормировочная константа А здесь определяется как
{\displaystyle A={\frac {1}{\sqrt {2k(k-\gamma )}}}{\sqrt {{\frac {C}{n-|k|+\gamma }}{\frac {(n-|k|-1)!}{\Gamma (n-|k|+2\gamma +1)}}{\frac {1}{2}}\left(\left({\frac {Ek}{\gamma \mu c^{2}}}\right)^{2}+{\frac {Ek}{\gamma \mu c^{2}}}\right)}}.}
Снова f мала по сравнению с g (за исключением очень малых r), потому что когда k положительно, доминирует первый член суммы в скобках и α велика по сравнению с γ − k, а когда k отрицательна, доминирует второй члены и α мала по сравнению с γ − k. Доминирующий член весьма похож на соответствующее решение Шрёдингера — верхний индекс у многочлена Лагерра немного меньше (2γ + 1 или 2γ − 1 вместо 2l + 1, которое является ближайшим целым числом), так же как и степень ρ (γ или γ − 1 вместо l, ближайшего целого числа). Экспоненциальный спад немного быстрее, чем в решении Шрёдингера.

### 1S-орбиталь
Орбиталь 1S1/2, спин вверх, с опущенной нормировочной константой:
{\displaystyle \Psi \propto {\begin{pmatrix}(1+\gamma )r^{\gamma -1}e^{-Cr}\\0\\iZ\alpha r^{\gamma -1}e^{-Cr}z/r\\iZ\alpha r^{\gamma -1}e^{-Cr}(x+iy)/r\end{pmatrix}}.}
Здесь γ немного меньше 1, поэтому верхняя функция аналогична экспоненциально убывающей функции от r, за исключением очень малых r, где она теоретически стремится в бесконечность. Но значение {\displaystyle r^{\gamma -1}} превосходит 10 только при значении r меньше, чем {\displaystyle 10^{1/(\gamma -1)},} это очень маленькое число (намного меньше радиуса протона), если Z не очень велико.
Орбиталь 1S1/2, спин вниз, с опущенной нормировочной константой имеет вид:
{\displaystyle \Psi \propto {\begin{pmatrix}0\\(1+\gamma )r^{\gamma -1}e^{-Cr}\\iZ\alpha r^{\gamma -1}e^{-Cr}(x-iy)/r\\-iZ\alpha r^{\gamma -1}e^{-Cr}z/r\end{pmatrix}}.}
Мы можем смешать их, чтобы получить орбитали-суперпозиции со спином, ориентированным в каком-то другом направлении, например:
{\displaystyle \Psi \propto {\begin{pmatrix}(1+\gamma )r^{\gamma -1}e^{-Cr}\\(1+\gamma )r^{\gamma -1}e^{-Cr}\\iZ\alpha r^{\gamma -1}e^{-Cr}(x-iy+z)/r\\iZ\alpha r^{\gamma -1}e^{-Cr}(x+iy-z)/r\end{pmatrix}},}
что соответствует спину и моменту импульса, направленным по оси x. Сложение орбитали «спин-вниз», умноженной на i, с орбиталью «спин-вверх» дает орбиталь, ориентированную по оси y.

### 2P1/2- и 2S1/2-орбитали
Приведём другой пример. 2P1/2-орбиталь, спин вверх, пропорциональна
{\displaystyle \Psi \propto {\begin{pmatrix}\rho ^{\gamma -1}e^{-\rho /2}\left(Z\alpha \rho +(\gamma -1){\frac {\gamma \mu c^{2}-E}{\hbar cC}}(-\rho +2\gamma )\right)z/r\\\rho ^{\gamma -1}e^{-\rho /2}\left(Z\alpha \rho +(\gamma -1){\frac {\gamma \mu c^{2}-E}{\hbar cC}}(-\rho +2\gamma )\right)(x+iy)/r\\i\rho ^{\gamma -1}e^{-\rho /2}\left((\gamma -1)\rho +Z\alpha {\frac {\gamma \mu c^{2}-E}{\hbar cC}}(-\rho +2\gamma )\right)\\0\end{pmatrix}}.}
(Следует помнить, что ρ = 2rC. Радиальная постоянная спада C вдвое меньше, чем для 1S-орбиталей (т.к. главное квантовое число вдвое больше), но γ остаётся той же самой (поскольку k2 тот же).
Когда ρ мало по сравнению с α (или r мало по сравнению с {\displaystyle \hbar c/(\mu c^{2})}), доминирует орбиталь типа «S» (третий компонент биспинора).
Для орбитали 2S1/2, спин вверх, имеем
{\displaystyle \Psi \propto {\begin{pmatrix}\rho ^{\gamma -1}e^{-\rho /2}\left(Z\alpha \rho +(\gamma +1){\frac {\gamma \mu c^{2}+E}{\hbar cC}}(-\rho +2\gamma )\right)\\0\\i\rho ^{\gamma -1}e^{-\rho /2}\left((\gamma +1)\rho +Z\alpha {\frac {\gamma \mu c^{2}+E}{\hbar cC}}(-\rho +2\gamma )\right)z/r\\i\rho ^{\gamma -1}e^{-\rho /2}\left((\gamma +1)\rho +Z\alpha {\frac {\gamma \mu c^{2}+E}{\hbar cC}}(-\rho +2\gamma )\right)(x+iy)/r\end{pmatrix}}}
Теперь первая компонента S-подобна, и существует расстояние около ρ = 2, где она обращается в нуль, тогда как нижняя двухкомпонентная часть P-подобна.

### Решения с отрицательной энергией
Кроме связанных состояний, в которых энергия меньше энергии электрона, бесконечно удалённого от ядра, существуют решения уравнения Дирака при более высокой энергии, соответствующие несвязанному электрону, взаимодействующему с ядром. Эти решения не нормализуются к единице, но могут быть найдены решения, которые стремятся к нулю, при r, стремящемся к бесконечности (что невозможно, когда {\displaystyle |E|<\mu c^{2},} за исключением вышеупомянутых значений E связанных состояний). Существуют аналогичные решения с {\displaystyle E<-\mu c^{2}.} Эти решения с отрицательной энергией аналогичны решениям с положительной энергией, имеющим противоположную энергию, но для случая, когда ядро отталкивает электрон вместо того, чтобы притягивать его, за исключением того, что решения для двух верхних компонент меняются местами с решениями для двух нижних.
Решения уравнения Дирака с отрицательной энергией существуют даже в отсутствие кулоновской силы, создаваемой ядром. Дирак предположил, что мы можем считать почти все эти состояния уже заполненными (см. Море Дирака). Если одно из этих состояний с отрицательной энергией не заполнено, оно проявляется как электрон, который отталкивается положительно заряженным ядром. Это побудило Дирака выдвинуть гипотезу о существовании положительно заряженных электронов, и его предсказание было подтверждено открытием позитрона.

## Пределы применимости гордоновского решения уравнения Дирака
Уравнение Дирака с простым кулоновским потенциалом, создаваемым точечным немагнитным ядром, не было последним словом, и его предсказания отличаются от экспериментальных результатов, как упоминалось ранее. Более точные результаты включают лэмбовский сдвиг (радиационные поправки, возникающие из квантовой электродинамики) и сверхтонкую структуру.